# Trend og islæt
|  | Denne artikel omhandler trådretninger i vævning. Opslagsordet trend har også betydningen tendens eller mode |
Trend og islæt (kæde og skudtråd) er de to trådretninger i vævning. Trenden er den langsgående tråd på vævestol eller -ramme, mens islætten er den tværgående tråd, som væves over og under trenden.